# Harald Simonsson
Harald Simonsson, född 8 maj 1900 i Kristiania (nuvarande Oslo), död okänt år, var en norsk-dansk skulptör och medaljgravör.
Han var son till skofabrikanten Simon Simonsson och Johanna Eisenstein och från 1925 gift med Else Magnussen. Simonsson studerade för Anders Bundgaard i Köpenhamn 1916–1919 och för Einar Utzon-Frank vid Det Kongelige Danske Kunstakademi 1922–1928 samtidigt fick han från 1925 undervisning av Gunnar Jensen vid den Kunglig mønt. Han kom som flykting till Sverige under andra världskriget och arbetade då på Rörstrands porslinsfabrik 1943–1945 där han utförde en serie modellerade kvinnofigurer. Separat ställde han ut i Köpenhamn 1934 och han medverkade i Rörstrands utställningar i Malmö och Stockholm under sin tid i Sverige. Han konst består huvudsakligen av mynt och medaljer men han har även utfört porträtt-, figur-, och djurskulpturer i marmor, brons och keramik. Simonsson är representerad i ett flertal danska museer och i Stockholms myntkabinett.